# Aigle (gemeente)
Aigle is een gemeente en plaats in het Zwitserse kanton Vaud, en maakt deel uit van het district Aigle.
Aigle telt 7988 inwoners. 

## Bezienswaardig
- Kasteel Aigle, oorspronkelijk uit de 13de eeuw

## Sport
In Aigle is het hoofdkwartier van de internationale wielerbond UCI gevestigd in het UCI Centre mondial du cyclisme aan de oevers van de Rhône. Daarnaast was Aigle diverse malen etappeplaats in wielerkoersen, zoals de Ronde van Zwitserland, voor zowel mannen als vrouwen, en de Ronde van Romandië, die eveneens een editie kent voor mannen en vrouwen. In 2022 startte er een etappe naar Châtel in de Ronde van Frankrijk. De Luxemburger Bob Jungels won deze etappe.

## Geboren
- Auguste de Loës (1802-1883), politicus
- Jacques Dubochet (1942), biofysicus en Nobelprijswinnaar (2017)
- Sébastien Buemi (1988), Formule 1-coureur
- Siem de Jong (1989), Nederlandse voetballer
- Luuk de Jong (1990), Nederlandse voetballer
- Fanny Smith (1992), freestyleskiester
- Benjamin Kololli (1992), Kosovaarse voetballer

## Overleden
- Auguste de Loës (1802-1883), politicus
- Louis Chamorel (1879-1966), politicus